# Chantaloba
Chantaloba (italià Cantalupa, piemontès Cantaluva) és un municipi italià, situat a la ciutat metropolitana de Torí, a la regió del Piemont. L'any 2007 tenia 2.073 habitants. Està situat al Pinerolese, una de les Valls Occitanes. Limita amb els municipis de Cumiana, Frussasc i Roletto.

## Administració
| Període | Identitat      | Partit        |
| ------- | -------------- | ------------- |
| 2004-   | Giovanni Picco | Llista cívica |